# DAC-listen
DAC-listen (DAC er en forkortelse af Development Assistance Committee) er en liste over udviklingslande der er teknisk kvalificeret til at modtage officiel udviklingsbistand (ODA, forkortelse for Official development assistance), bl.a fra Industrialiseringsfonden for Udviklingslandene. Listen udarbejdes af Verdensbanken på baggrund af landenes bruttonationalindkomst.

## Eksterne kiler og henvisninger
- DAC List of ODA Recipients på oecd.org
- Listen 2009 og 2010